# 阿部徹a.k.a.SANTA
阿部徹a.k.aSANTA（アベトオル・アズ・ノウン・アズ・サンタ、1975年12月11日 - ）は、日本のドラマー。山口県出身。血液型・O型。身長・180cm。Λuciferのドラマーとして1999年にデビュー。当時の芸名はSANTA（サンタ）。本名：阿部徹（アベトオル）

## 来歴
- 中学生時代、吹奏楽部に所属した事をきっかけに、ドラムを始める。
- 1999年、UNLIMITED RECORDSよりΛuciferのドラマーSANTAとしてデビュー。同年より、楽器製造メーカー星野楽器のドラムセットブランドTAMAのモニターとなる。
- 2003年、Λucifer解散。
- 2005年、バンドOlive Sundayを結成。
- 2006年、結婚。
- 2009年、Λucifer再結成。

## アーティストサポート
- MICHAEL（LIVE　第1章　2014・REC）
- 加藤ミリヤ（加藤ミリヤ・清水翔太 THE BEST 2MAN TOUR 2014,TRUE LOVERS TOUR 2013,M BEST TOUR 2011-2012,ETERNAL HEAVEN TOUR2010-11,Ring TOUR 2009,TOKYO STAR TOUR 08,Diamond Princess tour 07 etc）
- A I（MORIAGARO TOUR 2013 OSAKA）
- 清水翔太（Umbrella tour 2009 etc）
- 三浦大知（LIVE TOUR 2014 - THE ENTERTAINER 　KAGOSHIMA）
- 土屋アンナ（REC・LIVE・MV）
- C&K（LIVE）
- 安田奈央（TV・LIVE）
- 玉木宏（MV・TV）
- 谷村奈南（TV・LIVE）
- Sound Horizon（REC）
- moumoon（REC）
- 越中睦（REC・LIVE）
- 石井竜也（TV）
- 森山直太朗（MV）
- 河辺千恵子（REC・TV）
- M（LIVE）
- 軍鶏（REC・LIVE）
- S.Q.F（LIVE）
- はるな愛（LIVE）
- 江口一声（REC）
- ステファニー（TV）
- MAY（TV）

他多数

## ミュージカル
- 森山未來　ミュージカル ヘドウィグ&アングリーインチ

## 映像作品
- MICHAEL
  - LIVE DVD「第一章2014」
  - 「Archangel」（2015）
- 加藤ミリヤ・清水翔太LIVE DVD「THE BEST 2MAN TOUR 2014」
- 加藤ミリヤLIVE DVD
  - 「TRUE LOVERS TOUR 2013」
  - 「M BEST TOUR 2011-2012」
  - 「ETERNAL HEAVEN TOUR 2010-11」
  - 「Ring TOUR 2009」
  - 「TOKYO STAR TOUR 2008」
  - 「Diamond Princess Tour 2007」
- 山下智久(2014)「YOU」M-9
- 軍鶏「Black Diamond」（2007）演奏楽曲　M1-6、M10-15
- 江口一声「君がいるから」（2006）演奏楽曲　M-1,2
- 土屋アンナ「Tast My Beat」（2005）演奏楽曲 M-5
- アンジェリークエトワール
  - 「翠（みどり）のオアシス」(2005)　演奏楽曲（Disc Vert）M-1,3（Disc Oasis）M-3楽曲提供 <Disc Oasis> M-3
  - 「花のシャングリ・ラ」(2005)　演奏楽曲:（Disc Fleur）M-1,3（Disc Shangri-la）M-3
- MAKOTO 「VIBRATION」(2003) 演奏楽曲:M-2,5